# 장혁재
장혁재(1971년 ~ )는 대한민국의 서울방송(SBS) 소속의 프로듀서이다. 동생이 같은 회사 소속의 장태유 프로듀서이다.

## 학력
- 성균관대학교 신문방송학 학사

## 경력
- 1996년~ SBS 공채 6기 예능본부 프로듀서
- 2015년~ 컴퍼니 상상 executive 프로듀서, CEO
- 2022년~ studio Gaon executive 프로듀서

## 작품
- 2003~2004 SBS 압구정 종갓집 연출
- 2006~2007 SBS 일요일이 좋다 - X맨 연출
- 2007 SBS 일요일이 좋다 - 하자 GO 기획
- 2008~2010 SBS 패밀리가 떴다 연출
- 2012~2013 SBS 놀라운 대회 스타킹 연출
- 2013 SBS 맨발의 친구들 연출
- 2018 넷플릭스 범인은 바로 너! 시즌1 제작,연출
- 2019 넷플릭스 범인은 바로 너! 시즌2 제작,연출
- 2021 넷플릭스 범인은 바로 너! 시즌3 제작,연출
- 2022 디즈니플러스  더 존: 버텨야 산다 시즌1 제작, 연출
- 2023 디즈니플러스  더 존: 버텨야 산다 시즌2 제작, 연출
- 2024 디즈니플러스  더 존: 버텨야 산다 시즌3 제작, 연출 중